# Daniel Bailey
Pour les articles homonymes, voir Bailey.
Daniel Everton Bailey, né le 9 septembre 1986 à Saint John's, est un athlète antiguayen spécialiste du 100 mètres.

## Carrière sportive
Daniel Bailey fait ses débuts internationaux durant la saison 2003 en prenant la quatrième place du 200 mètres des Championnats du monde jeunesse de Sherbrooke, compétition mettant aux prises les meilleurs athlètes internationaux de moins de dix-huit ans. Il obtient une nouvelle quatrième place l'année suivante, en finale du 100 mètres des Championnats du monde junior de Grosseto. Durant cette même année 2004, il est désigné porte-drapeau de son pays lors de la cérémonie d'ouverture des Jeux olympiques d'Athènes. Aligné sur l'épreuve du 100 m, il quitte la compétition dès le deuxième tour. En 2005, le sprinteur antiguais remporte la médaille de bronze du 200 m des Championnats panaméricains junior d'athlétisme avant d'être éliminé prématurément lors des Championnats du monde d'Helsinki (10 s 49 en séries du 100 m).
En 2008, Daniel Bailey fait sa seconde apparition olympique consécutive avec la délégation d'Antigua-et-Barbuda à l'occasion des Jeux de Pékin. Aligné sur 100 m le 15 août 2008, il termine deuxième de sa série du premier tour en 10 s 24 derrière Usain Bolt avant d'être éliminé lors du tour suivant (10 s 23) où il terminera 4e de son quart de finale derrière Asafa Powell, Walter Dix et Derrick Atkins. En début de saison 2009, Daniel Bailey améliore le record national du 100 m, détenu par Brendan Christian, en courant 10 s 02 lors du meeting de Kingston, puis réalise 9 s 93 lors de la réunion de Spanish Town, performance cependant non homologuée en raison d'un vent favorable de 2,3 m/s. Le 24 mai 2009, il réalise le temps de 9 s 99 (vent -0,3 m/s) lors du Meeting de Belém. Il devient le 67e sprinteur à descendre sous la barre des 10 s dans des conditions régulières, et le premier à le faire sur le sol sud-américain. Il remporte quelques jours plus tard le 100 m du Meeting de Berlin, première étape de la Golden League 2009 et prend la deuxième place du Meeting Areva de Saint-Denis en 9 s 91 (-0,2 m/s) derrière Usain Bolt, améliorant son record personnel et établissant un nouveau record national d'Antigua-et-Barbuda. En août 2009, Bailey se classe quatrième de la finale des Championnats du monde de Berlin avec le temps de 9 s 93. Il a détenu la meilleure performance mondiale sur relais 4 × 100 m en 2009, au sein d'un relais du « Racers Track Club » (ANT/JAM), équipe de nationalité mixte (non valable du point de vue des records), en 37 s 46 (avec Yohan Blake, Mario Forsythe et Usain Bolt), à Londres le 25 juillet 2009.
Le 13 mars 2010, Daniel Bailey  remporte sa première médaille lors d'une compétition internationale majeure, se classant troisième de la finale du 60 mètres lors des Championnats du monde en salle de Doha où il s'incline face au Britannique Dwain Chambers et face l'Américain Mike Rodgers avec le temps de 6 s 57. Début septembre, il participe à la première édition de la Coupe continentale d'athlétisme à Split et se classe deuxième du 100 m derrière le Français Christophe Lemaitre. Il remporte par ailleurs l'épreuve du relais 4 × 100 mètres dans une équipe mixte des Amériques composée de Wallace Spearmon, Tyson Gay et Churandy Martina.
Le 31 mai 2011, au Golden Spike Ostrava en République tchèque, il réalise 10 s 08 avec un vent défavorable de 0,2 m/s derrière Bolt (9 s 91) et Mullings (9 s 97). Il enchaîne ensuite par une victoire au meeting de Strasbourg en 9 s 97 devant le Jamaïcain Yohan Blake (9 s 98) et le Britannique Dwain Chambers (10 s 04). Le 5 juillet, il s'impose lors du meeting de Reims en 10 s 05 en devançant l'Américain Justin Gatlin (10 s 08).
L'equipe du relais 4 x 100 m porte le relais au record national de 39 s 01 lors des Relais mondiaux 2015. Celle composée de Chavaughn Walsh, Daniel Bailey, Cejhae Greene et Miguel Francis améliore ce record en 38 s 14 en remportant la demi-finale des Jeux panaméricains à Toronto le 24 juillet 2015.
Le 5 août 2016, il est le porte-drapeau antiguais lors de la cérémonie d'ouverture des Jeux olympiques de 2016 à Rio.

## Palmarès
| Date | Compétition                              | Lieu     | Résultat | Épreuve   | Temps         |
| ---- | ---------------------------------------- | -------- | -------- | --------- | ------------- |
| 2004 | Championnats du monde juniors            | Grosseto | 4e       | 100 m     | 10 s 39       |
| 2008 | Championnats d'Am. cent. et des Caraïbes | Cali     | 2e       | 100 m     | 10 s 18       |
| 2009 | Championnats du monde                    | Berlin   | 4e       | 100 m     | 9 s 93        |
| 2010 | Championnats du monde en salle           | Doha     | 3e       | 60 m      | 6 s 57        |
| 2010 | Jeux d'Amérique centrale et des Caraïbes | Mayagüez | 2e       | 100 m     | 10 s 08       |
| 2010 | Coupe continentale                       | Split    | 2e       | 100 m     | 10 s 10       |
| 2010 | Coupe continentale                       | Split    | 1er      | 4 × 100 m | 38 s 25       |
| 2011 | Championnats du monde                    | Daegu    | 5e       | 100 m     | 10 s 26       |
| 2015 | Championnats du monde                    | Pékin    | 6e       | 4 x 100 m | 38 s 61       |
| 2017 | Relais mondiaux de l'IAAF                | Nassau   | 8e       | 4 x 200 m | 1 min 25 s 11 |

## Records
| Épreuve    | Temps   | Lieu          | Date            |
| ---------- | ------- | ------------- | --------------- |
| 60 mètres  | 6 s 54  | Birmingham    | 21 février 2009 |
| 100 mètres | 9 s 91  | Paris         | 17 juillet 2009 |
| 200 mètres | 20 s 81 | Coatzacoalcos | 27 juin 2004    |

## Référence
1. ↑  (en) Fiche de l'athlète sur sports-reference.com
2. ↑  (en) « Belém spectacular produces five world season leads – IAAF World Athletics Tour », sur iaaf.org, 25 mai 2009 (consulté le 28 septembre 2013)
3. ↑  (en) Résultats du 100 m du Meeting Areva 2008, site officiel de la Golden league, consulté le 18 juillet 2009
4. ↑  (en) Résultats de la Coupe continentale 2010, iaaf. org, 4 septembre 2010
5. ↑  (en) « Relay victories give Americas overnight lead over Europe » , iaaf.org, 4 septembre 2010
6. ↑  (fr) « Bolt encore 9"91 », L'Équipe, 31 mai 2011
7. ↑  « 100 m : victoire de Daniel Bailey en 9 sec 97/100 », sur opl.fr via Wikiwix (consulté le 25 novembre 2023).
8. ↑  « Athlétisme : Gatlin s'incline face à Bailey sur le 100m de Reims », sur opl.fr via Wikiwix (consulté le 25 novembre 2023).